# باباکوهی (کوه)
باباکوهی یا کوه سبو، نام کوهی در شیراز است. در این کوه دو غار وجوددارد که یکی در گذشته محل زندگی یکی از عارفان بوده است و درون دیگری اکنون آرامگاه ابو عبدالله محمدبن عبدالله معروف به ابن باکویه و مشهور به باباکوهی و دلیلی بر نامگذاری این کوه به باباکوهی می‌باشد. در دامنه این کوه تفرجگاهی به نام باباکوهی از دیرباز محل گردش و تفریح مردم در ایام تعطیل بوده است.